# 샘 윌스
샘 윌스(Sam Wills, 1978년 8월 28일 ~ )는 라스 베이거스에 거주하는 뉴질랜드의 희극 배우이다. Tape face로 공연했다. 그는 뉴질랜드 국제 코미디 페스티벌 세계 버스커 페스티벌 (World Buskers Festival)에 실렸으며, 미국의 고트 탤런트 시즌 11 결승에 진출했다.

## 생애
윌스는 13살에 티마루에서 광대 경력을 쌓기 시작하면서 경력을 쌓기 시작했다. 그는 Christchurch Polytechnic Institute of Technology의 서커스 학교에서 2년간 저글링을 가르쳤고, Jim Rose Circus 및 Tokyo Shock Boys와 같은 전통적인 서커스 괴물 쇼와 영향에 대한 그의 관심은 쇼크 코미디 실험으로 이어졌으며, 그의 첫 번째 펄프 코미디 등장 인 Best New Face 2001년 시즌에 상을 받았다. 또한, 진실 및 TV 엑스트라 잡지에서 '크린 스의 왕자'로 선정되었다.
2001년까지 윌스는 크라이스트처치 연예계에서 공, 사적인 행사, 기업 행사에 출연하는 등 활발한 활동을 펼쳤으며, 매주 코미디 밤을 운영하고 현지 텔레비전에 출연했다. 2002년 스카이시티 오클랜드의 카지노에서 상주 코미디언이 되기 위해 오클랜드로 건너가 주간 쇼인 NCB 코미디 아워를 진행하며 서커스와 보드빌 스타일을 혼합했다. 2008년 윌즈는 멜버른 코미디 페스티벌에 그의 쇼 "The Boy With Tape On His Face"를 가져갔고, 그곳에서 비평가들의 찬사를 받았다. 멜버른 이후 그는 런던으로 이주하여 현대적인 마임으로 등장하고 전통 줄무늬 셔츠를 입었다.
윌스는 2007년 미래의 아내인 영국 버레스크 연주자 펠리시티 레드먼(릴리 라 스칼라)을 만났다. 그들은 2009년 1월 9일 크라이스트처치에서 그 해의 세계 버스커 페스티벌을 시작하기 위해 1년 전에 약혼한 에이번 강둑의 같은 장소에서 "상징적인 결혼식"을 가졌다.
윌스는 공연을 위해 입을 두드려 만든 '말하지 않는다'라는 인상을 유지하기 위해, 인터뷰를 하는 경우가 드물다. 그의 미디어 전략은 인터뷰에 참여할 수 없는 케이트 모스를 모델로 하고 있다.

## 성과

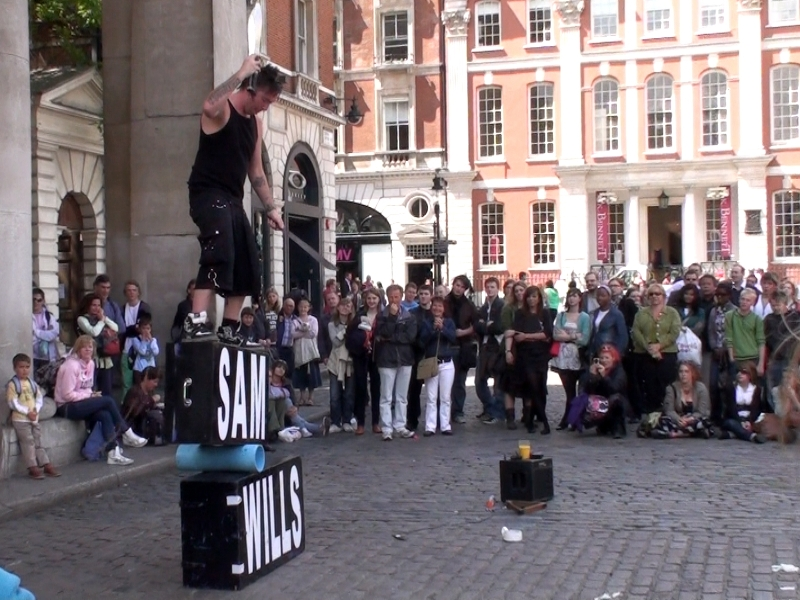
샘 윌스가 런던 코번트 가든에서 공연. (2009년 5월)

윌스는 2005년 오클랜드 페스티벌(AK05)에서 라이트 클럽의 MC로, 오테아 센터에서 '첫밤'을 위해 공연했다. 2004년, 2005년, 2008년 세계 버스커즈 페스티벌에서도 공연했다. 그는 TV2에서 3시즌 동안 펄프 코미디의 단골 출연자였다.

## 수상
- 2001년, 윌스는 펄프코미디 최우수 뉴페이스상을 받았다.
- 2002년에는 뉴질랜드 국제 코미디 페스티벌에서 최우수 마케팅상을 받았다.
- 2005년, 그는 '댄스 몽키 댄스: '샘 윌즈의 진화'와 뉴질랜드 코미디 길드의 '베스트 쇼'상을 받았다.
- 2006년에는 뉴질랜드 코미디 길드로부터 '베스트 쇼'와 '베스트 쇼 콘셉트'상을 받았다.
- 2007년에는 뉴질랜드 국제 코미디 페스티벌에서 '베스트 쇼'와 '베스트 쇼 컨셉트' 상을 비롯하여 뉴질랜드 코미디 길드로부터 '베스트 포스터'와 '베스트 쇼 오클랜드' 상을 받았다.
- 2008년에는 세계 버스커즈 페스티벌에서 '피플 초이스'상을, 멜본 국제 코미디 페스티벌에서 그루지 다람쥐 독자상을 받았다. 멜버른 코미디 페스티벌에서 '최고의 신인' 후보에 오르기도 했다.